# M-9 (Rusland)
De M-9 of Baltija (Russisch: М-9 «Балтия») is een federale autoweg die van Moskou naar Letland voert. De lengte is 610 kilometer. Ten tijde van de Sovjet-Unie werden de A6 en A12 tussen de Letse grens en Riga ook nog tot de M-9 gerekend.
De M-9 begint vanaf de MKAD, de Moskouse ringweg. De weg voert naar het noordwesten als een twee keer vierstrooks autosnelweg; na de afslag met de A106 versmalt de snelweg naar twee keer driestrooks. Na nog eens 20 kilometer versmalt de snelweg nogmaals, naar twee keer twee rijstroken. Het snelweggedeelte loopt tot Volokolamsk, en is 100 kilometer lang.
De M-9 komt langs de volgende steden Krasnogorsk, Istra, Volokolamsk, Rzjev, Velikije Loeki en Sebezj.
De M-9 is onderdeel van de E22, en kruist ten westen van Velikije Loeki de R-23, de hoofdweg van Sint-Petersburg naar Kiev via Wit-Rusland.